# Molly Sims
Molly Sims (Murray, 25 de maio de 1973) é uma atriz e modelo estadunidense.

## Biografia
Conhecida por interpretar Delinda "Deline" na série estadunidense Las Vegas e também por vestir um biquíni de diamantes, desenhado por Susan Rosen, avaliado em 30 milhões de euros.

## Filmografia
- Starsky & Hutch (2004)
- The Benchwarmers (2006)
- Yes Man (2008)
- Fired Up! (2009)
- The Pink Panther 2 (2009)